# Artur Gruszczak
Artur Sławomir Gruszczak (ur. 2 października 1965 w Krakowie) – polski politolog, profesor nauk społecznych, ekspert w sprawach bezpieczeństwa i stosunków międzynarodowych.

## Życiorys i działalność naukowa
W latach 1983–1988 studiował nauki polityczne na Uniwersytecie Jagiellońskim, następnie był doktorantem w Instytucie Nauk Politycznych Uniwersytetu Jagiellońskiego. W 1993 uzyskał stopień doktora nauk humanistycznych w zakresie nauki o polityce na podstawie rozprawy pt. „Polityka państw Ameryki Łacińskiej wobec kryzysu środkowoamerykańskiego”. W 2010 uzyskał stopień doktora habilitowanego nauk humanistycznych w zakresie nauki o polityce – specjalność stosunki międzynarodowe na Wydziale Studiów Międzynarodowych i Politycznych Uniwersytetu Jagiellońskiego. W 2018 r. otrzymał tytuł profesora nauk społecznych.
W latach 1994–1996 był asystentem, następnie w latach 1996–2013 adiunktem, a w latach 2013–2014 profesorem nadzwyczajnym w Katedrze Stosunków Międzynarodowych i Polityki Zagranicznych w Instytucie Nauk Politycznych i Stosunków Międzynarodowych Uniwersytetu Jagiellońskiego. Od 2015 r. jest kierownikiem Zakładu Bezpieczeństwa Narodowego w Instytucie Nauk Politycznych i Stosunków Międzynarodowych Uniwersytetu Jagiellońskiego. W latach 2007–2008 i 2012 pełnił funkcję zastępcy dyrektora ds. ogólnych Instytutu Nauk Politycznych i Stosunków Międzynarodowych Uniwersytetu Jagiellońskiego.
Od 2011 do 2012 był profesorem nadzwyczajnym w Wyższej Szkole Humanitas w Sosnowcu, a od 2012 do 2017 profesorem nadzwyczajnym w Wyższej Szkole Biznesu (obecnie Akademia WSB) w Dąbrowie Górniczej. W latach 2004–2015 był ekspertem koordynującym Forum „Wymiar Sprawiedliwości i Sprawy Wewnętrzne UE” w Centrum Europejskim Natolin.
Był stypendystą (Junior Visiting Fellow) Instytutu Nauk o Człowieku w Wiedniu, profesorem wizytującym Uniwersytetu w Rochester, wykładał m.in. na Uniwersytecie Complutense w Madrycie, Papieskim Uniwersytecie Katolickim w São Paulo, Narodowym Uniwersytecie Kolumbii w Bogocie, Uniwersytecie Drake w Des Moines, Uniwersytecie w Burgos.
Od 2014 r. jest ekspertem Międzynarodowego Centrum Edukacji Europejskiej w Nicei (Centre international de formation européenne – CIFE), wykładowcą na studiach magisterskich The Executive Master in EU Studies.
Jest ekspertem i doradcą m.in. Statewatch Advisory Group w Londynie (od 2010), TEAM Europe (2010-2016), Observatoire des think tanks w Paryżu (od 2013), Research Institute for European and American Studies (RIEAS) w Atenach (od 2014), Fundacji Instytut Bezpieczeństwa i Strategii (od 2019). Był autorem ekspertyz dla Ministerstwa Spraw Wewnętrznych i Administracji RP, Ministerstwa Spraw Zagranicznych RP, Kancelarii Prezesa Rady Ministrów RP, Parlamentu Europejskiego, Oxford Analytica i GLOBSEC.
W 2019 został członkiem Rady Doskonałości Naukowej I kadencji w Zespole V Nauk Społecznych.
W kręgu jego zainteresowań i prac naukowych znajdują się:
1) studia strategiczne, przemiany w zakresie wojskowości, hybrydyzacja bezpieczeństwa;
2) bezpieczeństwo wewnętrzne Unii Europejskiej, w szczególności współpraca policyjna, ochrona granic, zarządzanie migracjami i funkcjonowanie strefy Schengen;
3) studia wywiadowcze, w tym współpraca wywiadowcza w Unii Europejskiej oraz w wymiarze transatlantyckim.
Jest redaktorem naczelnym czasopisma naukowego „Jagielloński Przegląd Bezpieczeństwa”. Jest autorem licznych publikacji naukowych z dziedziny bezpieczeństwa, stosunków międzynarodowych i nauk o polityce oraz historii współczesnej, m.in. Problemy rządzenia w krajach Europy Środkowo-wschodniej (2000), Unia Europejska wobec przestępczości. Współpraca w ramach III filara (2002), Współpraca policyjna w Unii Europejskiej w wymiarze transgranicznym. Aspekty polityczne i prawne (2009), Intelligence Security in the European Union. Building a Strategic Intelligence Community (2016).
Odznaczony Brązowym Medalem „Za zasługi dla obronności kraju” (2010) i Medalem Srebrnym za Długoletnią Służbę (2015).

## Publikacje książkowe

### Autor lub współautor
- Ameryka Łacińska wobec kryzysu środkowoamerykańskiego, Wydawnictwo Adam Marszałek, wyd. 1 Toruń 1996, wyd. 2 Toruń 2001.
- Problemy rządzenia w krajach Europy Środkowo-wschodniej, Wydawnictwo Uniwersytetu Jagiellońskiego, Kraków 2000.
- Unia Europejska wobec przestępczości. Współpraca w ramach III filara, Wydawnictwo Uniwersytetu Jagiellońskiego, Kraków 2002.
- Ameryka Środkowa, Wydawnictwo TRIO, Warszawa 2007.
- Dzieje powszechne ilustrowane. Suplement, Tom IV – Lata 1963–1985, Tom V – Dzieje najnowsze (współautorzy: M. Bankowicz, B. Bankowicz, A. Dudek), Oxford Educational, Słupsk 2009.
- Współpraca policyjna w Unii Europejskiej w wymiarze transgranicznym. Aspekty polityczne i prawne, Wydawnictwo Uniwersytetu Jagiellońskiego, Kraków 2009.
- Europejska wspólnota wywiadowcza. Prawo – instytucje – mechanizmy, Wydawnictwo Uniwersytetu Jagiellońskiego, Kraków 2014.
- Intelligence Security in the European Union. Building a Strategic Intelligence Community, Palgrave Macmillan, London – New York 2016.[12]

### Redaktor lub współredaktor
- Wpływ tarczy antyrakietowej na pozycję międzynarodową Polski (współredaktor M. Chorośnicki), Instytut Nauk Politycznych i Stosunków Międzynarodowych UJ, Kraków 2008.
- Program Sztokholmski – implikacje i wyzwania dla Unii Europejskiej i Polski, Centrum Europejskie Natolin, Warszawa 2010.
- Euro-Atlantic Security Policy: Between NATO Summits in Newport and Warsaw, Instytut Studiów Strategicznych, Kraków 2015.
- Cross-Disciplinary Perspectives on Regional and Global Security (współredaktor P. Frankowski), Palgrave Macmillan, London-New York 2018.[13]
- Technology, Ethics and the Protocols of Modern War (współredaktor P. Frankowski), Routledge, London – New York 2018.[14]
- Meandry współczesnego bezpieczeństwa: między regionalizacją a globalizacją, Wydawnictwo Uniwersytetu Jagiellońskiego, Kraków 2018.
- Między wiedzą a władzą: bezpieczeństwo w erze informacji (współredaktor P. Bajor), Wydawnictwo Księgarnia Akademicka, Kraków 2019.
- Security Outlook 2018, Wydawnictwo Księgarnia Akademicka, Kraków 2019.